# Уретральний секс

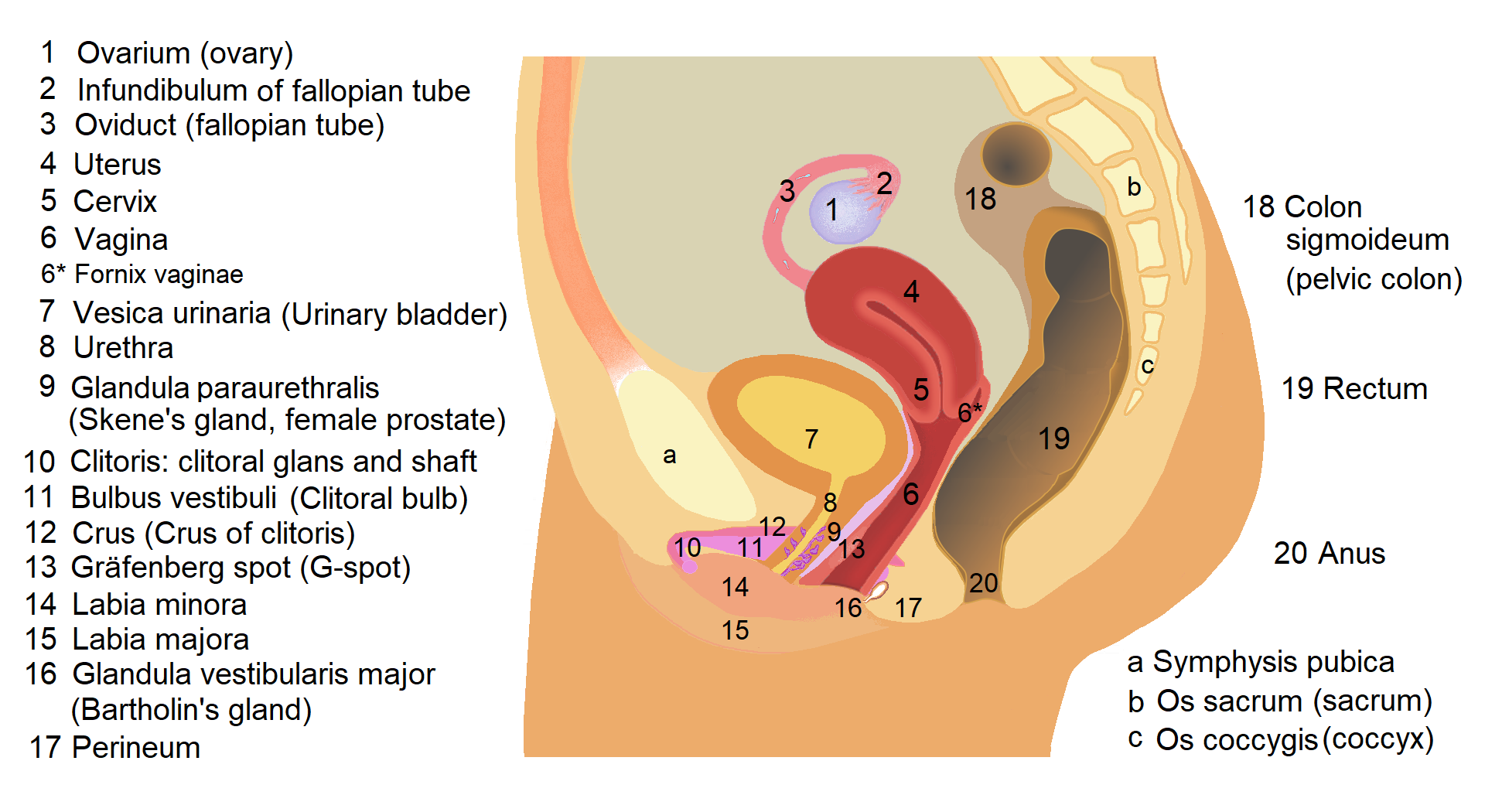

Уретральний секс — сексуальне проникнення в сечівник жінки таким предметом, як прутень або палець. Його не слід плутати з бужуванням сечівника, актом введення різних предметів, наприклад медичних бужів, у сечівник (як чоловіків, так і жінок) як формою сексуальної практики.
Уведення чужорідних тіл в сечівник без відповідних тренувань несе значний ризик того, що може знадобитися подальша медична допомога. Задокументовані випадки уретрального сексу виникали в гетеросексуальних парах; огляд глобальної медичної літератури, доступної у 1965 році, виявив згадки тринадцяти окремих випадків. До 2014 року в медичній літературі було задокументовано 26 випадків, багато з яких у людей з МРКГ, які вступали в уретральний статевий акт несвідомо. Проте розтягнення сечівника, необхідне для такої форми статевого акту, як повідомляється, призвело до повної та невідворотньої втрати контролю над сфінктером сечівника (нетримання сечі); крім цього, такий статевий акт становить дуже високий ризик інфікування сечового міхура для партнера, у якого проникають. Воно також може призвести до невідворотнього розширення сечівника та нетримання сечі під час статевого акту. Симптоми ненавмисного уретрального статевого акту включають первинне безпліддя, диспареунію (біль під час статевого акту) і нетримання сечі. Більш серйозні наслідки включають випадіння внутрішніх органів крізь сечівник та розрив сечового міхура.